# 小沼克介
小沼 克介（こぬま かつすけ）は、日本の男性アニメーター。

## 参加作品

### テレビアニメ
- メイプルタウン物語（1986年、動画）
- 怪盗セイント・テール（1995年、原画）
- こちら葛飾区亀有公園前派出所（1998年・2000年、動画）
- パニポニ（1998年、作画）
- わがまま☆フェアリー ミルモでポン!シリーズ（2002年 - 2005年）
  - わがまま☆フェアリー ミルモでポン!（2002年 - 2003年、キャラクターデザイン・作画監督）[1]
  - わがまま☆フェアリー ミルモでポン! ごおるでん（2003年 - 2004年、キャラクターデザイン・作画監督）[2]
  - わがまま☆フェアリー ミルモでポン! わんだほう（2004年 - 2005年、キャラクターデザイン・作画監督）[2]
  - わがまま☆フェアリー ミルモでポン! ちゃあみんぐ（2005年、キャラクターデザイン・作画監督）
- おろしたてミュージカル 練馬大根ブラザーズ（2006年、作画監督）
- 吉永さん家のガーゴイル（2006年、作画監督）
- つよきす Cool×Sweet（2006年、作画監督）
- すもももももも 地上最強のヨメ（2006年、作画監督）
- MOONLIGHT MILE（2007年、作画監督）
- ネットゴーストPIPOPA（2008年、キャラクターデザイン）[3]
- 夢色パティシエール（2009年 - 2010年、作画監督）
- 夢色パティシエールSP（スペシャル）プロフェッショナル（2010年、作画監督）
- フリージング（2011年、作画監督）
- 人類は衰退しました（2012年、原画）
- 獣旋バトル モンスーノ（2012年-2013年、総作画監督・作画監督・作画監督補佐・原画）
- 義風堂々!! 兼続と慶次（2013年、作画監督）
- Z/X IGNITION（2014年、作画監督・原画）
- 暗殺教室（2015年、作画監督）
- 乱歩奇譚 Game of Laplace（2015年、作画監督）
- ダンガンロンパ3 -The End of 希望ヶ峰学園- 絶望編（2016年）作画監督
- 魔法少女育成計画（2016年）作画監督
- ようこそ実力至上主義の教室へ（2017年）作画監督
- あそびあそばせ（2018年）作画監督
- ラディアン（2018年）作画監督
- HIGH CARD（2023年）作画監督
- 「艦これ」いつかあの海で（2023年）作画監督

### OVA
- 新カラテ地獄変（1990年、動画チェック・動画）
- 天使のたまご（1986年、原画）

### 劇場アニメ
- 魔女の宅急便（1989年、動画）